# Anexodus sarawakensis
Anexodus sarawakensis es una especie de escarabajo de la familia Cerambycidae. Fue descrita por Sudre en 1997. Se encuentra en Borneo.